# Funafuti
Funafuti este atolul principal și capitala statului Tuvalu situat în Oceanul Pacific. Clădirile administrative a statului Tuvalu se află în satul Vaiaku pe insula Fogafale, iar capitala Tuvalului este oficial întregul atol. Atolul avea, conform recensământului din 2002, o populație de 4.492 de locuitori. Cei mai mulți dintre locuitori trăiesc pe insula Fogafale din nord-estul atolului, care este cea mai mare insulă a Tuvalului.
Funafuti este de asemenea unul din consiliile insulare ale Tuvalului.

## Geografie
Atolul are o lungime de 20 km și o lățime de 11 km. Laguna are o suprafață de 277 km². Funafuti este compus din 30 de insule și insulițe, insula principală fiind Fogafale (sau Fongafale):
| - Amatuku - Avalau - Falaoigo - Falefatu - Fatato - Fogafale - Fuafatu - Fuagea - Fualefeke - Fualopa | - Funafala - Funagogo (sau Papaelise / Papa Elise) - Funamanu - Luamotu - Mateiko - Motugie - Motuloa - Mulitefala - Paava - Teafuafou | - Teafualiku - Tefala - Tefota - Telele - Tegako (acum parte de Fogafale) - Tegasu - Tepuka - Tepuka Savilivili - Tutaga - Vasafua |

## Localități
Pe Funafuti există nouă localități, care aveau, conform recensământului din 2002, populația următoare:
- Alapi: 1.024
- Amatuku: 52
- Fakaifou: 1.007
- Funafara: 22
- Lofeagai: 399
- Senala: 589
- Tekavatoetoe: 343
- Teone: 540
- Vaiaku: 516